# جورج بي. ريد
جورج بي. ريد (بالإنجليزية: George B. Reed)‏ هو شخصية أعمال وقاضي وفلاح ومحامي وسياسي أمريكي، ولد في 9 نوفمبر 1807، وتوفي في 10 يناير 1883. انتخب عضو مجلس ولاية ويسكونسن.